# Нати (тяжёлый крейсер)
«Нати» (яп. 那智, по названию горы в префектуре Вакаяма) — японский тяжёлый крейсер, второй заложенный и первый вступивший в строй представитель типа «Мёко».
Построен в Курэ в 1924—1928 годах. Активно использовался в межвоенный период, в 1934—1935 и 1939—1940 годах прошёл две крупные модернизации.
В ходе боевых действий на Тихоокеанском театре Второй мировой войны в первой половине 1942 года в составе 5-й дивизии крейсеров участвовал в захвате Филиппин и Нидерландской Ост-Индии. В сражении в Яванском море 27 февраля 1942 был флагманом адмирала Такаги, потопил торпедами голландский крейсер «Ява». Участвовал и во Втором сражении в Яванском море 1 марта. С весны 1942 года — флагман Пятого флота, в этом качестве он участвовал в Алеутской операции, проводке конвоев до Атту и Кыски, сражениях у Командорских островов и в заливе Лейте. 5 ноября 1944 года «Нати» был потоплен в Манильском заливе палубной авиацией с американских авианосцев «Лексингтон» и «Тикондерога».

## Строительство
Заказ на строительство первой пары 10 000-тонных крейсеров стоимостью по 21,9 млн иен был выдан весной 1923 года. 10 декабря 1923 года крейсеру № 6 (второму в паре) было присвоено название «Нати», в честь горы на юго-востоке префектуры Вакаяма. Это имя в ЯИФ использовались впервые, хотя ранее и было в числе зарезервированных для именования 8000-тонных кораблей программы «8-8».

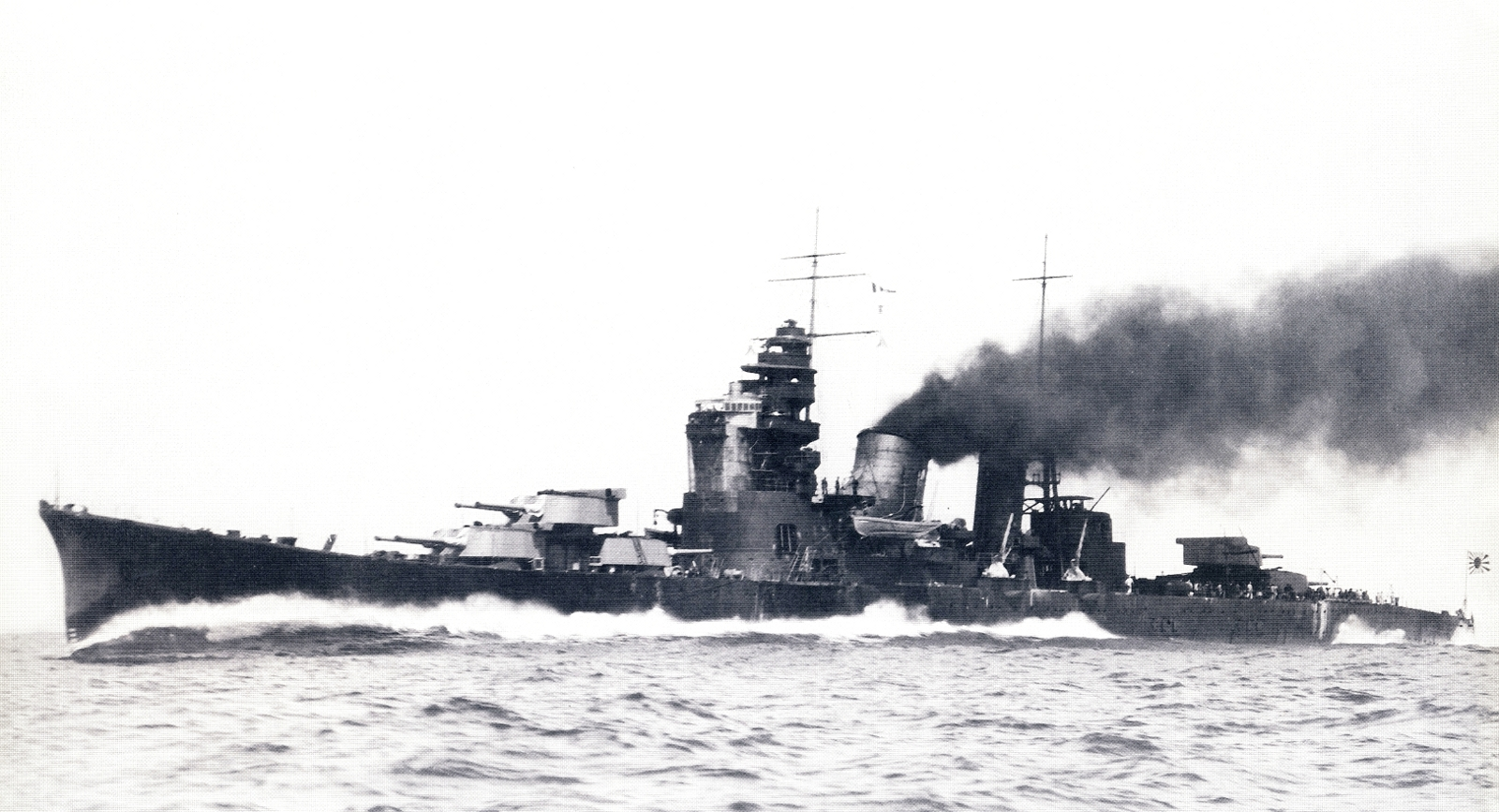
«Нати» на ходовых испытаниях.

26 ноября 1924 года его корпус заложили на стапеле № 3 Арсенала флота в Курэ, специально для этого удлинённом на 50 м. «Нати» строился быстрее головного «Мёко». Его спуск на воду уже был намечен на 15 октября 1926 года, однако из-за обрушения 24 декабря 1925 года двух перегруженных портальных кранов носовая часть корпуса крейсера была серьёзно повреждена, что отложило его сход со стапеля на восемь месяцев.
На воду «Нати» был спущен 15 июня 1927 года в присутствии принца Моримаса Насимото и 35 000 зрителей. Было принято политическое решение максимально быстро ввести его в строй, чтобы успеть к намеченному на 4 декабря 1928 года морскому смотру, приуроченному к коронации императора Хирохито. На ходовых испытаниях 22 октября 1928 года у острова Угурудзима при водоизмещении 12 200 тонн и мощности машин 131 481 л. с. он развил 35,531 узла, что несколько превысило контрактные 35,5. 20 ноября того же года «Нати» был принят флотом, не имея, однако, части приборов управления огнём, катапульты и щитов 120-мм орудий.

## История службы

### Довоенная
После вступления в строй «Нати» участвовал в морском параде в честь коронации императора Хирохито 4 декабря 1928 года. Затем он был возвращён на верфь для доукомплектования, где находился до апреля 1929 года. С момента вступления в строй крейсер был приписан к ВМБ Курэ.
28-29 мая 1929 года Хирохито на борту «Нати» совершил инспекционную поездку по предприятиям в городах региона Кансай. В ноябре все четыре корабля типа «Мёко» были зачислены в состав 4-й дивизии крейсеров Второго флота (флагман — «Асигара», «Нати» был четвёртым кораблём в дивизии с одной большой и одной малой маркой на трубах).
С 17 мая по 19 июня 1930 года «Нати» вместе с остальными входящими в соединение единицами совершил плавание в южные моря для проверки работы систем в тропическом климате. В августе был изменена нумерация кораблей внутри 4-й дивизии, крейсер теперь стал в ней третьим (три марки на трубах). 26 ноября дивизия участвовала в морском смотре в Йокосуке. В конце года на «Нати» первую дымовую трубу удлинили на 2 м для уменьшения загазованности мостика, также на обе трубы были установлены дождезащитные колпаки. Также в декабре вновь сменили порядок кораблей в соединении — флагманом стал «Мёко», «Нати» получил второй номер (две марки на трубах).
С 29 марта до конца апреля 1931 года 4-я дивизия вместе с «Фурутакой» и «Аобой» действовала в районе Циндао, в августе и сентябре она участвовала в учениях. В ноябре на крейсере начались работы по замене орудий ГК на новые тип 3 № 2, переделке погребов и подъёмников под более тяжёлые боеприпасы, а также улучшению вентиляции. 4 августа 1932 года в ходе ежегодных маневров флота «Нати» вместе с «Мёко» участвовал в стрельбах новыми бронебойными снарядами тип 91 по кораблю-цели «Хайкан № 4» (бывший минный заградитель «Асо», до 1905 года—русский броненосный крейсер «Баян»), потопленному затем торпедами подводных лодок.
1 декабря 1932 года все 4 крейсера типа «Мёко» были выведены в резерв, их место в 4-й дивизии заняли недавно вошедшие в строй 4 крейсера типа «Такао». 20 мая 1933 года представители типа «Мёко» были переданы в состав 5-й дивизии (входившие в неё ранее крейсера типов «Фурутака» и «Аоба» перешли в 6-ю дивизию). На период проведения Специальных больших маневров они были выведены из резерва (марки на трубах не наносились), для участия в них они вышли в море 16 августа, совершили поход в район южных морей, 21-го вернулись в Токийский залив и 25-го участвовали морском параде в Иокогаме. 11 декабря в преддверии начала первой крупной модернизации он вместе с «Мёко» был придан военно-морскому району Курэ, а с 1 февраля 1934 — военно-морскому району Сасэбо. С 15 ноября того же года крейсер был приписан к ВМБ Сасэбо (вместо ВМБ Курэ), более до исключения его из списков домашняя ВМБ не менялась.
Первый этап работ на «Нати» был выполнен с февраля по июнь 1935 года, в ходе него демонтировались старые зенитные орудия, неподвижные торпедные аппараты и катапульта с ангаром самолётов (вместо них устанавливались новые: соответственно 4 × 2 127-мм/40 тип 89, 2 × 4 ТА тип 92 модель 1, 2 × тип № 2 модель 3), первый ярус надстройки был удлинён до 4-й башни ГК (образовав новую палубу—зенитную), старые противоторпедные були заменили на увеличенные, вместо ненадёжных электродвигателей крейсерского хода поставили индукционные турбины, на средней палубе разместили дополнительные помещения для возросшего экипажа. После выхода из ремонта и до 10 июля крейсер исполнял роль учебного артиллерийского корабля. Затем, с середины июля и до 2 октября, участвовал в ежегодных маневрах, пройдя 26 сентября вместе с другими единицами Четвёртого флота сквозь центр тайфуна. В октябре «Нати» вместе с остальными однотипными кораблями прошёл второй этап модернизационных работ, получив новые прожектора и два счетверённых 13,2-мм пулемёта, также при этом перемещались СУАЗО тип 91 и пулемёты Льюиса. Третий этап был проведён там же в январе-марте 1936 года по итогам расследований инцидентов с Четвёртым флотом и взрывом в башне крейсера «Асигара»: слабые места корпуса усилили 25-мм плитами, улучшили систему продувки стволов орудий ГК после выстрела. 1 апреля «Нати» вернулся в состав 5-й дивизии вместе с «Мёко» и «Хагуро» (со вторым номером, две белые марки на передней трубе, флагман — «Мёко»). С 4 апреля 5-я дивизия проводила учения в проливе Тэрасима, 13 апреля направилась в Жёлтом море, где в районе Циндао провела стрельбы совместно в 7-й дивизией, и 22-го вернулась в Сасэбо. Наконец, с 25 мая по 29 июня «Нати» вместе с «Мёко» и «Хагуро» прошёл в Сасэбо четвёртый этап работ, при котором установили более мощный привод грузовой стрелы на грот-мачте, а её опоры усилили. В августе-сентябре крейсер участвовал в ежегодных маневрах флота, совершив поход в район Тайваня.
27 марта-6 апреля 1937 года «Нати» вместе с «Мёко» и «Хагуро» совершил короткий поход в район Циндао и обратно. После начала Второй японо-китайской войны все четыре крейсера типа «Мёко», «Мая» и 2-я эскадра эсминцев участвовали в переброске в Шанхай 3-й пехотной дивизии ЯИА 20-23 августа. Сам «Нати» при этом 20-21 августа перевёз штабы 3-й пехотной дивизии и входившего в её состав 6-го пехотного полка из Ацуты до островов Маан. В сентябре и ноябре вместе с «Хагуро» он совершил ещё несколько походов к побережью Северного Китая и после этого 1 декабря был выведен в резерв.
Вторую крупную модернизацию крейсер прошёл в период с января 1939 по март 1940 года в Сасэбо. Она состояла в установке второй пары торпедных аппаратов, четырех спаренных зенитных автоматов тип 96 и двух спаренных пулемётов тип 93 (счетверённые сняли), катапульты заменялись на новые тип № 2 модель 5, були были заменены на улучшенные, приборы управления огнём поставили такие же, как ранее на «Асигару». Также оборудовались центральный пост связи, шифровальная комната и централизованный пост управления затоплением и осушением отсеков.
1 мая 1940 «Нати» вместе с «Хагуро» вернулся в состав 5-й дивизии (флагман, одна белая марка на задней трубе). С 17 февраля по 12 марта 1941 года они вместе совершили поход из Сасэбо к побережью Южного Китая и обратно. Пройдя докование 13-20 марта, он с 29 марта по 8 апреля перешёл на острова Палау, а с 12 по 26 вернулся назад. 10 апреля была изменена нумерация кораблей 5-й дивизии: флагманом стал вернувшийся из модернизации «Мёко», «Нати» получил третий номер (три марки на задней трубе). В мае на крейсере установили размагничивающую обмотку корпуса, загрузили герметичные стальные трубки в выступающие части булей и разместили пост управления торпедным огнём на фок-мачте — как на прошедшим вторую модернизацию последним «Мёко». Маркировка с труб была стёрта.
Лето 1941 «Нати» провёл, занимаясь боевой подготовкой у своих берегов, в начале сентября прошёл докование в Сасэбо. 23 ноября крейсер вышел из Курэ с полными запасами боекомплекта, топлива и припасов, и зайдя по пути в Сасэбо и Мако, 6 декабря прибыл на острова Палау.

### Во время Второй мировой войны
После начала войны «Нати» вместе с «Мёко» и «Хагуро» принял участие в операции «M» (захвате южной части Филиппин). 11 декабря он прикрывал высадку у Легаспи, 19-20 — у Давао, 24 — на острове Холо. 4 января 1942 года из-за повреждения при бомбардировке флагманского корабля 5-й дивизии «Мёко» (на стоявшем в 500 м от него «Нати» осколками той же бомбы с B-17 был разбит прожектор и ранен командир артиллерийской БЧ) её командующий адмирал Такаги перенёс свой флаг на «Нати».
9 января крейсер вместе с «Хагуро» вышел из Давао для участия в операции «H» (захват Сулавеси), в ходе неё первоначально сопровождая транспорты, а затем прикрывал высадки войск — 11-го у Манадо и Кемы, 24-го у Кендари. 26-го он был атакован американской подводной лодкой «Сейлфиш», выпустившей по нему четыре торпеды Mk 14. Хотя её командир капитан 3-го ранга Воуг утверждал, что слышал взрывы и звук остановки винтов, «Нати» и «Хагуро» никаких повреждений не получили.
30 января крейсер прикрывал высадку на Амбон, а 9 февраля—в Макассаре. Простояв с 10 по 17 февраля в бухте Старинг, 20-го он поддерживал захват Дили и Купанга на Тиморе.
27 февраля «Нати» (флагман адмирала Такаги) и «Хагуро» совместно с 2-й и 4-й ЭЭМ (лёгкие крейсера «Нака» и «Дзинцу», 14 эсминцев) участвовали в сражении в Яванском море с флотом ABDA (2 тяжёлых и 3 лёгких крейсера, 9 эсминцев). На первом этапе боя, первоначально представлявшим собой артиллерийскую дуэль на очень больших дистанциях («Нати» открыл огонь в 16:16 с дальности в 25,6 км) и продлившемся около часа, крейсер произвел 845 выстрелов главным калибром и добился совместно с «Хагуро» пяти попаданий: двух в «Де Рёйтер», двух в «Эксетер» и одного в «Хьюстон». Серьёзные последствия имело только одно из них—в 17:08 203-мм снаряд с «Хагуро» разорвался в котельном отделении «Эксетера», снизив его скорость до 11 узлов и вынудив выйти из боя из-за обесточивания орудийных башен. В ходе последующей атаки эсминцев союзников оба корабля выпустили ещё 302 203-мм снаряда (вероятно, ни разу не попав) и повернули на север, разорвав огневой контакт. Наконец, в ходе ночной фазы сражения в 23:46 одна из восьми запущенных «Нати» четырнадцатью минутами ранее торпед тип 93 поразила «Яву» в район кормовых погребов, вызвав их детонацию и отрыв оконечности длиной около 30 метров, крейсер после этого продержался на воде 15 минут.
1 марта 1942 года «Нати» принял участие в добивании остатков флота ABDA («Эксетер» с двумя эсминцами), известном как второе сражение в Яванском море. Из-за большого расхода боеприпасов в предыдущем бою его вклад, как и «Хагуро», был довольно ограниченным—170 выпущенных 203-мм снарядов и 4 торпеды, основную роль сыграли «Мёко» и «Асигара» с эсминцами.
| Состав вооружения крейсера «Нати» в разные годы | Состав вооружения крейсера «Нати» в разные годы | Состав вооружения крейсера «Нати» в разные годы | Состав вооружения крейсера «Нати» в разные годы | Состав вооружения крейсера «Нати» в разные годы | Состав вооружения крейсера «Нати» в разные годы | Состав вооружения крейсера «Нати» в разные годы | Состав вооружения крейсера «Нати» в разные годы | Состав вооружения крейсера «Нати» в разные годы | Состав вооружения крейсера «Нати» в разные годы |
|                                                 | декабрь 1928                                    | апрель 1929                                     | декабрь 1932                                    | июнь 1935                                       | октябрь 1935                                    | март 1940                                       | май 1943                                        | январь 1944                                     | октябрь 1944                                    |
| ----------------------------------------------- | ----------------------------------------------- | ----------------------------------------------- | ----------------------------------------------- | ----------------------------------------------- | ----------------------------------------------- | ----------------------------------------------- | ----------------------------------------------- | ----------------------------------------------- | ----------------------------------------------- |
| Главный калибр                                  | 5 × 2 — 200-мм/50 тип 3 № 1                     | 5 × 2 — 200-мм/50 тип 3 № 1                     | 5 × 2 — 203,2-мм/50 тип 3 № 2                   | 5 × 2 — 203,2-мм/50 тип 3 № 2                   | 5 × 2 — 203,2-мм/50 тип 3 № 2                   | 5 × 2 — 203,2-мм/50 тип 3 № 2                   | 5 × 2 — 203,2-мм/50 тип 3 № 2                   | 5 × 2 — 203,2-мм/50 тип 3 № 2                   | 5 × 2 — 203,2-мм/50 тип 3 № 2                   |
| Универсальная артиллерия                        | 6 × 1 — 120-мм/45 тип 3                         | 6 × 1 — 120-мм/45 тип 3                         | 6 × 1 — 120-мм/45 тип 3                         | 4 × 2 — 127-мм/40 тип 89                        | 4 × 2 — 127-мм/40 тип 89                        | 4 × 2 — 127-мм/40 тип 89                        | 4 × 2 — 127-мм/40 тип 89                        | 4 × 2 — 127-мм/40 тип 89                        | 4 × 2 — 127-мм/40 тип 89                        |
| Малокалиберная зенитная артиллерия              | 2 × 1 7,7-мм Льюиса                             | 2 × 1 7,7-мм Льюиса                             | 2 × 1 7,7-мм Льюиса                             | 2 × 1 7,7-мм Льюиса                             | 2 × 4 13,2-мм тип 93, 2 × 1 7,7-мм Льюиса       | 4 × 2 — 25-мм/60 тип 96, 2 × 2 13,2-мм тип 93   | 8 × 2 — 25-мм/60 тип 96, 2 × 2 13,2-мм тип 93   | 8 × 2, 8 × 1— 25-мм/60 тип 96                   | 10 × 2, 28 × 1— 25-мм/60 тип 96                 |
| Торпедное вооружение                            | 4 × 3 — 610-мм ТА тип 12                        | 4 × 3 — 610-мм ТА тип 12                        | 4 × 3 — 610-мм ТА тип 12                        | 2 × 4 — 610-мм ТА тип 92 модель 1               | 2 × 4 — 610-мм ТА тип 92 модель 1               | 4 × 4 — 610-мм ТА тип 92 модель 1               | 4 × 4 — 610-мм ТА тип 92 модель 1               | 4 × 4 — 610-мм ТА тип 92 модель 1               | 2 × 4 — 610-мм ТА тип 92 модель 1               |
| Катапульты                                      | -                                               | 1 × тип № 1 модель 1                            | 1 × тип № 1 модель 1                            | 2 × тип № 2 модель 3                            | 2 × тип № 2 модель 3                            | 2 × тип № 2 модель 5                            | 2 × тип № 2 модель 5                            | 2 × тип № 2 модель 5                            | 2 × тип № 2 модель 5                            |

2-17 марта «Нати» перешёл в Сасэбо (с заходами в Кендари и Макассар), где был исключён из состава 5-й дивизии, и до 7 апреля проходил там ремонт с докованием. При этом он был переоборудован во флагманский корабль для действия в северных водах, и после похода 7-25 апреля к берегам Хоккайдо 29-го на нём поднял свой флаг командующий Пятым флотом вице-адмирал Хосогая. 3 мая крейсер перешёл в Аккэси и вышел оттуда 6-го, направляясь на Курилы. Однако 10-12 он совместно с «Тамой» буксировал по обратному маршруту танкер «Сирия» с повреждённым рулём. 12-15 мая «Нати» перешёл в Оминато, где стал на ремонт.
2 июня крейсер прибыл на Парамушир, и после заправки с танкера «Ниссан-Мару» 3 июня вышел в море для участия в операции «AL». До возвращения в Оминато 23-го он прикрывал высадку войск на Атту, патрулируя океан южнее острова. 28 июня-14 июля «Нати» совершил второй поход в этот район, затем с 24 по 30 прошёл докование в Йокосуке. С 14-го июля он передан в состав 21-й дивизии крейсеров («Тама» и «Кисо»), оставаясь при этом флагманом Пятого флота. 2 августа «Нати» вышел из Йокосуки и вплоть до двадцатых чисел марта 1943 года курсировал по маршруту Парамушир-Оминато. 30 сентября 1942 года из-за ошибочного сообщения о появлении американских кораблей он выдвигался на их перехват, в феврале прошёл ремонт в Сасэбо (с установкой ветрозащитных козырьков).
26 марта 1943 года «Нати» в составе Северного соединения участвовал в сражении у Командорских островов. В ходе него он выпустил 707 203-мм снарядов и 16 торпед Тип 93, нанеся повреждения крейсеру «Солт-Лейк-Сити» и эсминцу «Бейли», получив при этом от ответного огня пять попаданий. Все они были нанесены огнём 127-мм орудий. Первый снаряд разорвался в задней части компасного мостика, повредив часть электрических кабелей системы управления огнём, при этом было убито 11 и ранен 21 человек. Второй повредил одну из подпорок фок-мачты. Третий разорвался в задней части авиационной палубы, повредив катапульту, в расположенном ниже торпедном отсеке осколками было убито 2 и ранено 5 человек. Четвёртый снаряд попал в переднюю часть башни ГК № 1 с правой стороны, заклинив её, при этом был убит 1 человек и 1 ранен. Пятый попал в сигнальную платформу с правого борта, нанеся только незначительные повреждения. Всего экипаж крейсера потерял в ходе боя 14 человек убитыми и 27 ранеными.
3 апреля «Нати» прибыл в Йокосуку и стал там на ремонт, продлившийся до 11 мая. Помимо исправления повреждений, на нём были установлены радиолокатор обнаружения воздушных целей № 21 и дополнительно 4 спаренных зенитных автомата тип 96, с увеличением числа их стволов вдвое—до 16.
В мае-июне крейсер снова курсировал из Оминато на Парамушир и обратно. 10-15 июля он вместе с «Маей» выходил для эвакуации гарнизона острова Кыска, но они были вынуждены вернуться из-за погодных условий. 5 августа Северное соединение было расформировано, и Пятый флот вместе с «Нати» стал организационно входить во флот Северо-восточной зоны.
В конце августа на крейсере в Оминато в опытном порядке установили универсальный радар № 21 3-й модификации. 6 сентября при выходе из порта «Нати» был атакован американской подводной лодкой «Халибат», выпустившей по нему 4 торпеды, из которых попала только одна и не взорвавшись, нанесла незначительные повреждения. В сентябре-ноябре крейсер действовал в северных водах. С 9 декабря по 15 января 1944 года он прошёл в Сасэбо вторую военную модернизацию, при которой были установлены 8 одиночных автоматов тип 96 (число стволов после этого—24) и радиолокатор обнаружения надводных целей № 22, опытная РЛС № 21 3-й модификации была заменена на обычную 2-й модификации. В феврале-марте «Нати» совершал выходы в Токуяму и залив Муцу, а с 2 апреля по 2 августа вместе с «Асигарой» находился в составе охранного района Оминато, с перерывом на ремонт в Йокосуке в двадцатых числах июня. До октября крейсер не покидал пределов Внутреннего моря, во второй половине сентября в Курэ прошёл третью военную модернизацию, с добавлением к имеющимся зенитным автоматам ещё 2 спаренных и 20 одиночных (общее число стволов—48), установкой РЛС ОВЦ № 13 и демонтажем второй пары торпедных аппаратов. Также РЛС ОНЦ № 22 4-й модификации модернизировалась с установкой супергетеродинного приёмника и позволяла после этого управлять артиллерийским огнём, ставшие ненужными визиры слежения за целью тип 92 сняли.
14-16 октября 21-я дивизия («Нати» и «Асигара», командующий—вице-адмирал Сима) перешла на остров Амамиосима. 23-го в рамках подготовки к операции «Сё Го» она прибыла в бухту Корон на Филиппинах и влилась в состав Второго набегового соединения, «Нати» стал его флагманом. Утром 25-го октября в проливе Суригао оба крейсера в ходе скоротечного боя с кораблями Олдендорфа выпустили по 8 торпед, не добившись попаданий, и вернулись затем в Манилу. Тогда же «Нати» протаранил повреждённый «Могами», получив 15-метровую пробоину по левому борту в носу и ограничение по максимальной скорости в 20 узлов, также была разрушена 127-мм установка № 2.
27-28 октября вместе с «Асигарой» он перешёл из бухты Корон в Манилу и был поставлен в док судоремонтного завода № 103 в Кавите. 29-го крейсер подвергся налёту палубной авиации американского оперативного соединения 38.2, получив попадание авиабомбы в район катапульты, 53 члена экипажа было убито и ранено. 2 ноября ремонт был завершён и крейсер начал готовиться к участию в операции «TA» (проводке войсковых конвоев до Ормока на острове Лейте).

Гибель «Нати» 5 ноября 1944 года
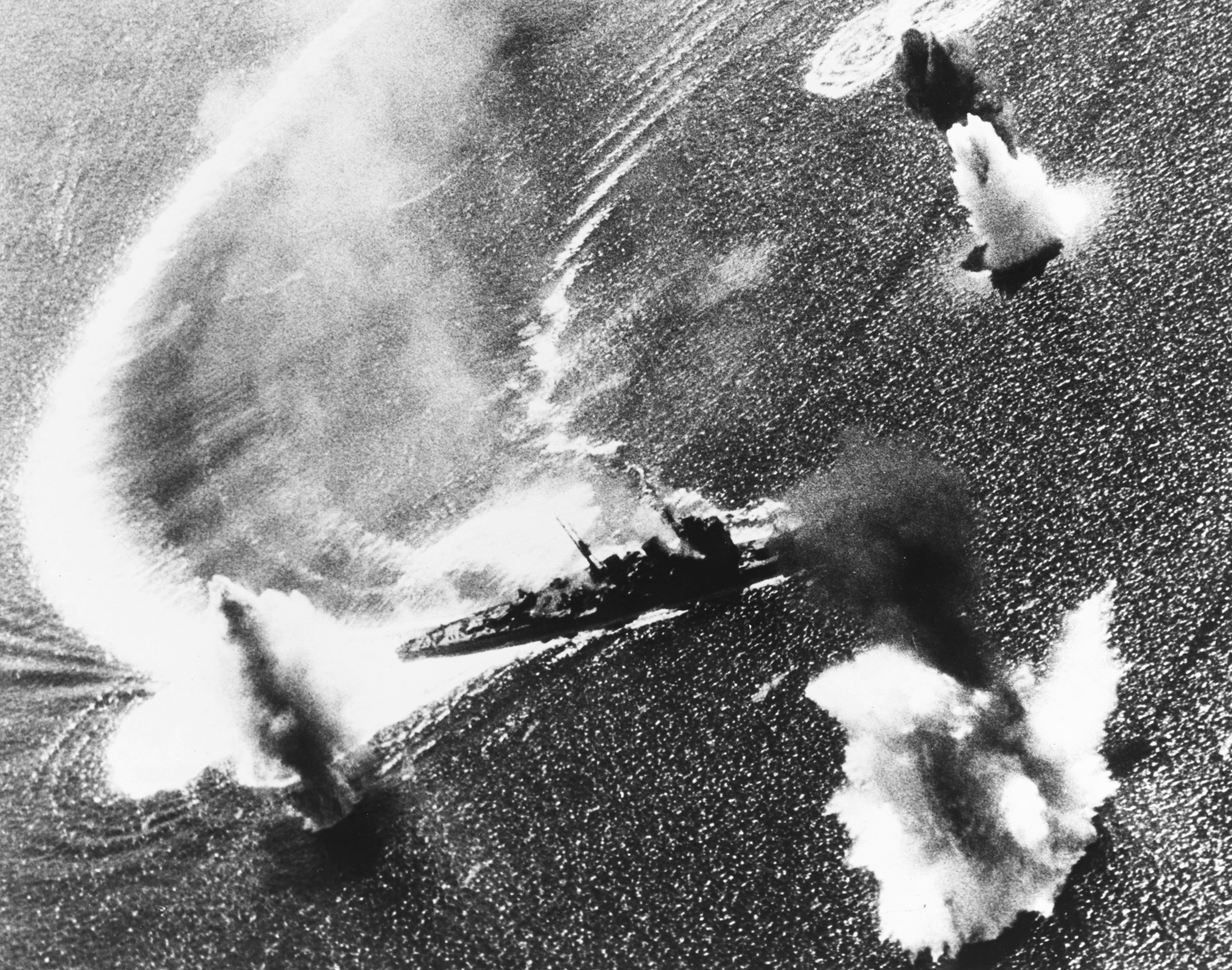
«Нати», маневрирующий во время налёта.
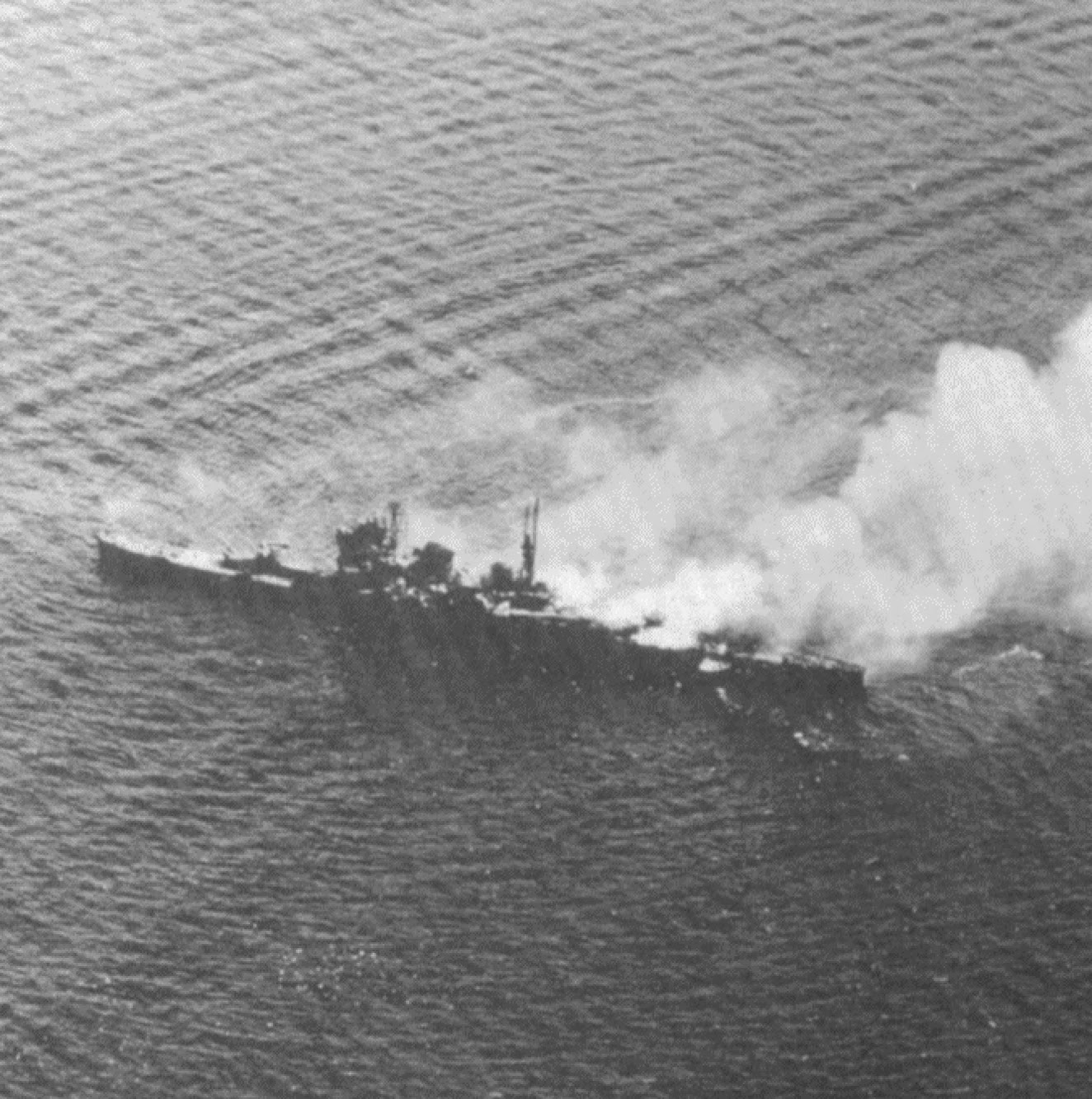
«Нати» в начале четвёртого налёта.
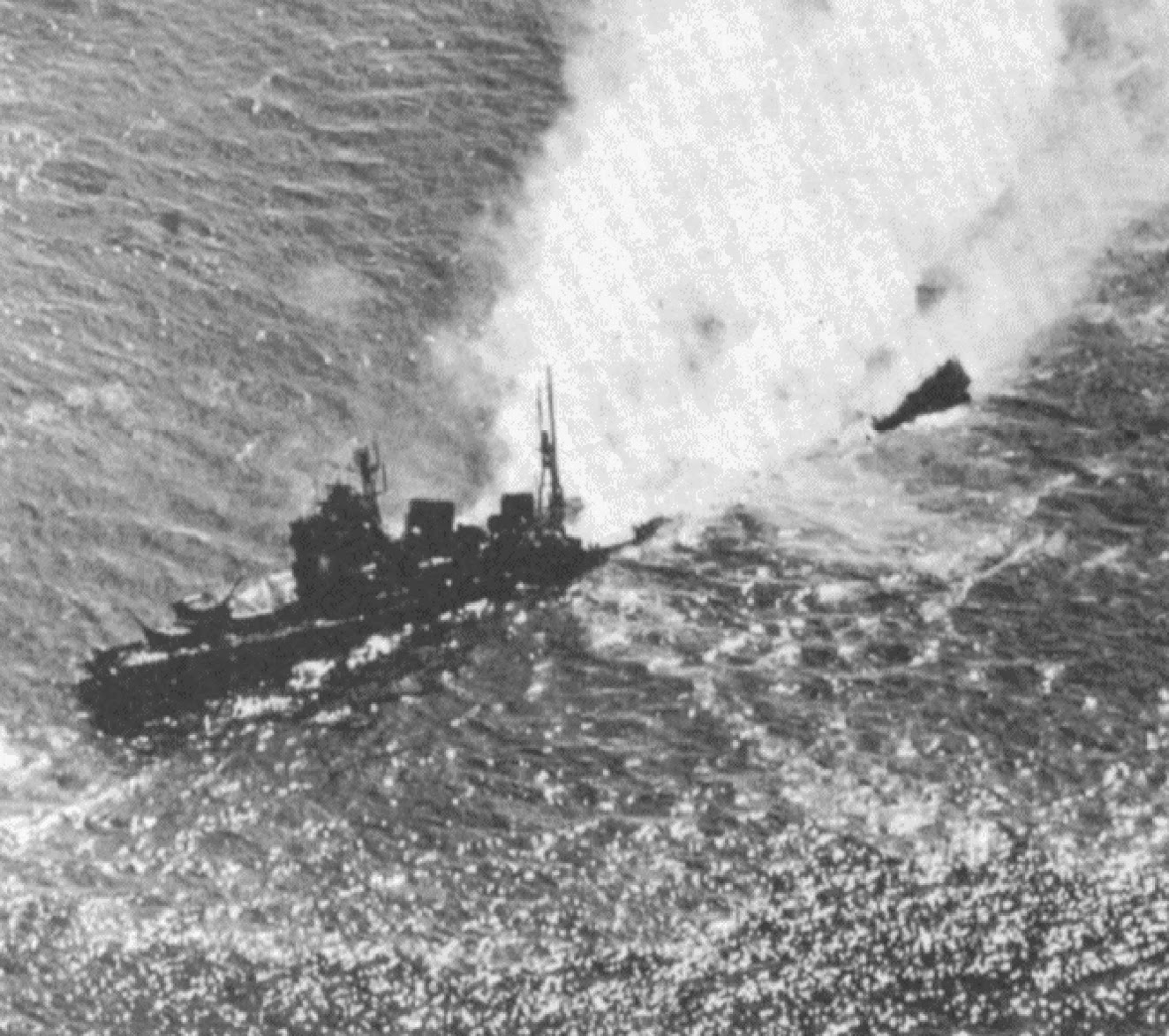
Тонущая центральная часть «Нати».

Утром 5 ноября 1944 года «Нати» в Манильском заливе был атакован палубной авиацией с американских авианосцев «Лексингтон» и «Тикондерога» оперативного соединения 38.3 контр-адмирала Шермана. В ходе первых двух налётов крейсер не получил никаких повреждений и шёл в открытое море, однако около 12:50 он подвергся третьему налёту в составе примерно 60 самолётов, получив два или три торпедных и пять бомбовых попаданий, и в результате затопления котельных отделений правого борта потерял ход. К 14:00 крен был выровнен контрзатоплениями, шла подготовка к запуску машин или буксировке с помощью эсминца «Акэбоно». В 14:45 «Нати» подвергся четвёртому налёту, получив за короткий промежуток времени попадания 5 торпед, 15 бомб и 16 ракет и был разорван на три части, центральная затонула в 14:50 в точке с координатами 14°31′ с. ш. 120°44′ в. д.. Погибло 807 членов экипажа, включая командира крейсера капитана 1-го ранга Каноока и 74 членов штаба Пятого флота (адмирал Сима на момент боя находился на берегу), около 220 было спасено эсминцами «Касуми» и «Усио», несмотря на активное противодействие американской авиации.
20 января 1945 года «Нати» был исключён из списков.

### Судьба останков корабля
В марте-апреле 1945 года место гибели крейсера посетили водолазы с американского судна «Шантеклер». Они обнаружили лежащие на глубине 30 метров с креном в 45° на правый борт центральную и кормовую части корабля, оторванную ранее носовую оконечность найти не удалось. В ходе 296 погружений на поверхность были подняты несколько антенн радиолокаторов, карты японских укреплений на Лусоне, кодовые книги и денежные знаки на сумму в два миллиона иен. После завершения работ мачты крейсера были взорваны, чтобы не мешать движению на судоходном фарватере.
В послевоенное время имели распространение слухи о якобы имевшемся на борту «Нати» золоте. Примерно к 1970-м годам останки крейсера были полностью удалены со дна как представлявшие навигационную опасность, в 2000 году проводивший их детальные поиски австралийский дайвер Кевин Денли уже ничего найти не смог. Он же обнаружил, что обычно указывавшееся их положение (западнее или юго-западнее острова Коррехидор) находилось в диаметрально противоположном направлении от реального, известного по документам с «Шантеклера»—почти в центре Манильского залива, на главном судоходном канале.

## Командиры
- 10.9.1928 — 30.11.1929 капитан 1 ранга (тайса) Ёсиюки Ниияма (яп. 新山良幸)[10];
- 30.11.1929 — 1.12.1930 капитан 1 ранга (тайса) Дзиро Ониси (яп. 大西次郎)[10];
- 1.12.1930 — 1.12.1931 капитан 1 ранга (тайса) Нобору Хирата (яп. 平田昇)[10];
- 1.12.1931 — 1.12.1932 капитан 1 ранга (тайса) Хироёси Табата (яп. 田畑啓義)[10];
- 1.12.1932 — 15.11.1933 капитан 1 ранга (тайса) Ёсиносукэ Овада (яп. 大和田芳之介)[10];
- 15.11.1933 — 15.11.1934 капитан 1 ранга (тайса) Футина Ивайхара (яп. 祝原不知名)[10];
- 15.11.1934 — 2.12.1935 капитан 1 ранга (тайса) Тэрухиса Комацу (яп. 小松輝久)[10];
- 2.12.1935 — 16.11.1936 капитан 1 ранга (тайса) Мититаро Тоцука (яп. 戸塚道太郎)[10];
- 15.11.1936 — 1.12.1937 капитан 1 ранга (тайса) Рёдзо Фукуда (яп. 福田良三)[10];
- 1.12.1937 — 10.10.1939 капитан 1 ранга (тайса) Канки Ивагоэ (яп. 岩越寒季)[10];
- (исполняющий обязанности) 10.10.1939 — 15.11.1939 капитан 1 ранга (тайса) Цутому Сато (яп. 佐藤勉)[10];
- 15.11.1939 — 15.11.1940 капитан 1 ранга (тайса) Сукэёси Яцусиро (яп. 八代祐吉)[10];
- 15.11.1940 — 20.8.1941 капитан 1 ранга (тайса) Тамоцу Такама (яп. 高間完)[10];
- 20.8.1941 — 16.11.1942 капитан 1 ранга (тайса)[прим. 2] Такахико Киёта (яп. 清田孝彦)[10];
- 16.11.1942 — 10.9.1943 капитан 1 ранга (тайса) Акира Сонэ (яп. 曽爾章)[10];
- 10.9.1943 — 20.8.1944 капитан 1 ранга (тайса) Сиро Сибуя (яп. 渋谷紫郎)[10];
- 20.8.1944 — 5.11.1944 капитан 1 ранга (тайса)[прим. 3] Эмпэй Каноока (яп. 鹿岡円平)[10].